# Givenchy (empresa d'indumentària)
Givenchy, originalment fou una casa d'alta costura fundada pel dissenyador de moda francès Hubert de Givenchy el 1952, s'ha convertit en una marca de luxe: alta costura, prêt-à-porter, marroquineria, joieria, etc. Propietat del grup LVMH des de 1988, la marca està formada per dues entitats de moda i cosmètica. Es calculaven uns beneficis de 21.373.910 € el 2018.

## Casa de costura d'Hubert de Givenchy

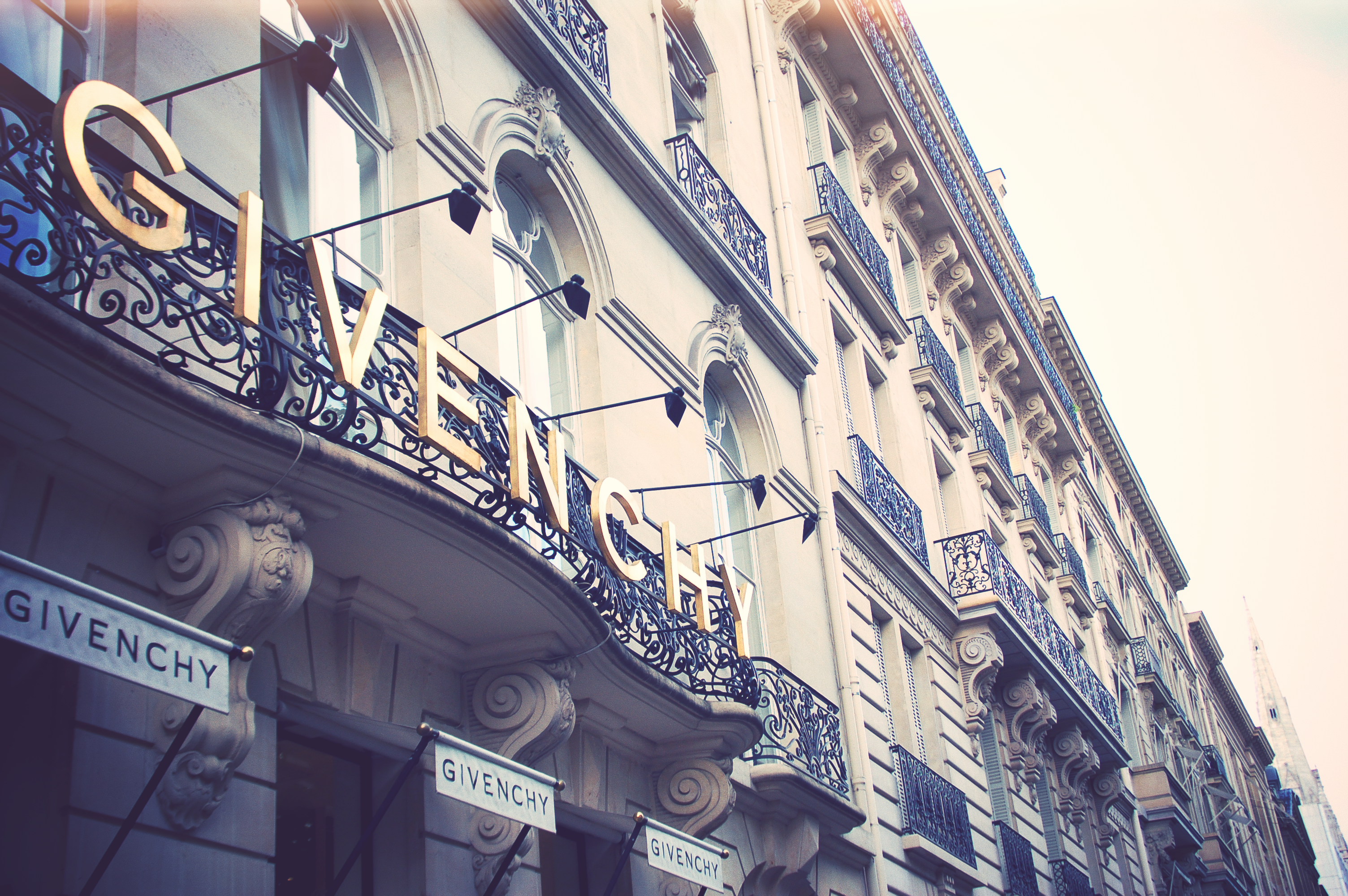
La seu a l'avinguda George-V

Animació d'una sabata Givenchy

El 1952 Hubert de Givenchy deixà Schiaparelli per a fundar la seva pròpia casa d'alta costura amb el finançament de Louis Fontaine, el seu cunyat, propietari de Prisunic. Ell llança «séparables», faldilles lleugeres i bruses inflades de cotó cru.
Givenchy assolí notorietat gràcies a una col·lecció que Vogue va descriure com "preciosa primera col·lecció" i la peça central és la «Blouse Bettina», una brusa blanca batejada en honor a Bettina Graziani i immortalitzada per un disseny de René Gruau. Les models Suzy Parker, la seva germana Dorian Leigh, Ivy Nicholson, Sophie Litvak formaren part d'aquesta primera desfilada.
El 1954 Hubert de Givenchy va presentar el primer vestit-camisa (que es va convertir en un vestit-bossa el 1957). Va ser un dels primers modistes, al mateix temps que Jacques Fath o Jean Dessès l'any següent, a oferir una línia de Prêt-à-porter de luxe "Givenchy Université", fabricat a París en màquines importades dels Estats Units. Abans de poder signar aquesta nova línia, Hubert de Givenchy va comprar a Louis Fontaine tot el capital de la seva casa de moda.

El vestit negre i el barret de Givenchy que va utilitzar Audrey Hepburn a la pel·lícula de 1961 Esmorzar amb diamants

El 1956 Balenciaga i Givenchy van presentar cadascun la seva col·lecció a Nova York com a part d'una vetllada benèfica en benefici de l'American Hospital of Paris. L'any següent, la casa Givenchy va presentar per primera cop el "vestit-bossa". El 1958 Hubert de Givenchy va llançar la línia "Baby Doll" així com els "manteaux Ballon".
L'any 1959 el taller de la casa Givenchy es va traslladar al número 3 de l'avinguda George-V de París, enfront del de Balenciaga. Aquell mateix any Givenchy i Balenciaga van anunciar que les seves respectives col·leccions es donaran a conèixer a la premsa un mes després de la seva presentació als compradors, per tal de limitar-ne els dictats i evitar-ne còpies.
El 1969 Hubert de Givenchy va llançar la seva línia de moda masculina "Gentleman Givenchy". La botiga s'inaugurarà al novembre a l'avinguda George-V. Hubert de Givenchy va presentar llavors el vestit curt.
Per consell de Cristóbal Balenciaga, Hubert de Givenchy va desenvolupar les llicències principalment als anys 70 per garantir la durabilitat del cor de la casa. L'any 1971 va crear una col·lecció d'abrics brodats en homenatge als pintors Georges Braque i Joan Miró.
Durant aquest període la casa Givenchy va diversificar les seves activitats: llançament de sabates, joies, corbates, roba de taula, teixits per a mobles, quimonos. Apassionat per la decoració, Hubert de Givenchy va rebre l'encàrrec del disseny d'interiors de diversos hotels Hilton arreu del món, així com d'un cotxe (el Ford Mark).
L'any 1976 va néixer Givenchy Inc. (oficines i sales d'exposició) a Nova York, a la Cinquena Avinguda.

## LVMH
El 1982 una retrospectiva presidida per Audrey Hepburn va ser organitzada al Fashion Institute of Technology de Nova York per celebrar el 30e aniversari de la casa de moda.
El 1988 la marca Givenchy va ser comprada per LVMH Moët Hennessy Louis Vuitton. Uns anys més tard, una important retrospectiva celebrava els quaranta anys de la casa l'any 1991 al Palais Galliera. Hubert de Givenchy es va jubilar el 1995. Va ser substituït pels joves dissenyadors britànics John Galliano, Alexander McQueen i després Julien Macdonald. De desembre del 2003 a finals de 2006, el sastre britànic Ozwald Boateng va ser nomenat director creatiu de Givenchy Homme.
El març de 2005 el dissenyador italià Riccardo Tisci de 31 anys, nomenat per Givenchy, esdevé director artístic de Givenchy Femme als 31 anys qui es responsabilitza de les col·leccions d'alta costura, prêt-à-porter i complements de femenins.
Des del 2005, la marca té com a ambaixadora notablement la model Mariacarla Boscono.
Després de la sortida de Riccardo Tisci el 31 de gener de 2017, Clare Waight Keller la va succeir com a directora artística el 2 de maig. La seva primera desfilada de moda (masculina i femenina) per a la marca fou l'1 d'octubre del mateix any. Abandonà la marca després de tres anys
Givenchy anuncia el nomenament del seu nou director artístic, Matthew M. Williams, qui assumí el càrrec el 16 de juny de 2020.

## Muses i celebritats
Audrey Hepburn i Hubert de Givenchy es van conèixer el 1953 a través de Gladys de Segonzac perquè li confeccionés el vestuari a la Sabrina de Billy Wilder. A continuació, el modist vestirà l'actriu de la ciutat com a la pantalla, a Sabrina (1954), Love in the Afternoon, Funny Face, Esmorzar amb diamants, Charade, Paris When It Sizzles, How to Steal a Million o Bloodline (1979). De clienta, després es va convertir en la musa de la casa durant gairebé quaranta anys a la ciutat i a la pantalla, en grans clàssics cinematogràfics. El 1961 Audrey Hepburn va fer famós el "petit vestit negre" que dugué a Esmorzar amb diamants (en el fons un vestit de nit llarg).
Givenchy vesteix a celebritats com Lauren Bacall, Babe Paley, Greta Garbo, Elizabeth Taylor, Marlene Dietrich, Jacqueline Kennedy Onassis, la princesa Grace de Mònaco i Wallis Simpson, per a qui el modist dissenya cobertes especials. Des de fa deu anys, Mariacarla Boscono ha estat la principal model de Givenchy. La casa també vesteix regularment actrius de Hollywood: Cate Blanchett, Emma Stone, Julianne Moore, Julia Roberts, Rooney Mara, Lady Gaga. El 2018 va vestir Meghan Markle al seu casament.
A la gran pantalla:
- El 1958 la directora Elia Kazan va fotografiar David Niven; Jean Seberg i Deborah Kerr a Givenchy al plató de Bonjour tristesse
- Beat the Devil 1954 dirigit per John Huston[20]
- Sabrina, 1954 dirigida per Billy Wilder, protagonitzada per Audrey Hepburn[21]
- Love in the Afternoon, 1957 dirigida per Billy Wilder, amb Audrey Hepburn[22]
- Truth, 1960, dirigida per Henri-Georges Clouzot[23]
- Charade, 1963, dirigida per Stanley Donen, protagonitzada per Audrey Hepburn[24]
- Paris When It Sizzles, 1964, dirigida per Richard Quine, amb Audrey Hepburn[25]
- Bloodline, 1979, dirigida per Terence Young, protagonitzada per Audrey Hepburn[26]

## Perfumeria
Per consell i amb l'ajuda de Balenciaga, Hubert de Givenchy opta per fundar l'empresa en nom propi: Parfums Givenchy. Sota la direcció del germà d'Hubert de Givenchy, Jean-Claude de Givenchy, els perfums s'instal·laran primer en una oficina de Parfums Balenciaga abans d'instal·lar-se a Levallois-Perret.